# 가금축산

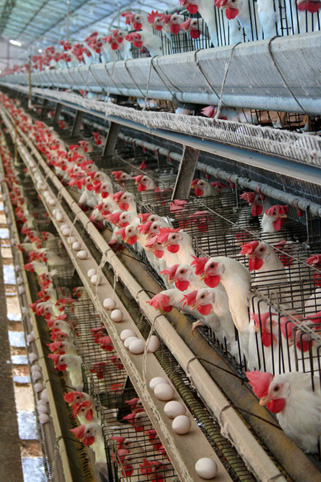
암탉을 사육하는 배터리 케이지

가금축산(家禽畜産, 영어: Poultry farming)은 축산업의 한 갈래로 닭·오리·칠면조·거위 등 가금류를 고기나 알 등을 얻기 위해 기르는 것을 일컫는다. 대다수, 특히 닭은 대량으로 사육되며 연간 600억 마리의 닭이 도축된다.